# 猫手
猫手（ねこて）は、日本の暗器の一種である。主に忍者が暗殺用として使用している。指につけた形が猫の爪に似ていることから猫手と呼ばれる。使い方はそれぞれの指に鋭い爪を装着し、相手に顔、首、腕、手首、足首をつかんでひっかき傷を負わせ、ひるんだ隙に逃げ出す他、毒を爪に塗ることでそれらの部位にひっかき傷の他、痛みが出現し相手にかなりのダメージを与えることができたが、登器としてはあまり重宝されなかった。